# داني مرواندا
داني مرواندا (بالإنجليزية: Danny Mrwanda)‏ ، لاعب كرة قدم تنزاني. ولد في أروشا في تنزانيا يوم 6 أبريل 1983.
و هو يلعب مع نادي التضامن الكويتي منذ عام 2007.
و هو يلعب مع منتخب تنزانيا لكرة القدم.

## روابط خارجية
- داني مرواندا على موقع الاتحاد الدولي (مؤرشف)  (الإنجليزية)
- داني مرواندا على موقع قاعدة بيانات كرة القدم.إي يو (الإنجليزية)
- داني مرواندا على موقع ناشيونال فوتبول تيمز (الإنجليزية)
- داني مرواندا على موقع Soccerway.com (الإنجليزية)
- داني مرواندا على موقع كووورة